# 日本の政党
日本の政党（にっぽんのせいとう）では、日本における政党および政党制や法制度、歴史などの背景について記述する。
日本の政党の一覧については、「日本の政党一覧」参照。

## 法律上の要件
現在の日本では、政治資金規正法により政治団体の届出が定められている。同法第8条によれば、政治団体は届出前に寄付を受け、又は支出をすることができないとされている。したがって、秘密結社を設立すること自体は違法にはならないが、秘密のまま団体として寄付を集めたり支出することは違法となる。
このようにして届け出られた政治団体の中から一定の要件を満たすものを政党と呼び各種の保護の対象としている。公職選挙法・政治資金規正法・政党助成法・政党法人格付与法の各法で、それぞれ似ているが微妙に異なる要件を定めている。すなわち、「政治団体のうち、所属する国会議員（衆議院議員又は参議院議員）を5人以上有するものであるか、近い国政選挙 で全国を通して2 %以上の得票（選挙区・比例代表区いずれか）を得たもの」 を政党と定めている。
以上の法律上の政党の定義に該当しない小政党・地方政党等であっても、広義の政党概念から除外されるわけではないし、政党分析や政党システム分析から除外されるわけでもない。

### 政党制度の憲法適合性
法律上の政党とその他の政治団体・無所属候補の扱いの差は大きく、主として以下のような相違点がある。
- 法律で認められたポスター・ビラ枚数や選挙カーの台数に差がある。
- 政党候補者は衆議院議員総選挙および衆議院議員補欠選挙では選挙区で政見放送に出演できる。
- 参議院議員通常選挙の選挙区における政見放送において政党所属候補および推薦候補は持ち込みビデオ方式が認められる（それ以外の候補はスタジオ録画方式のみ）。
- 政党候補者は総選挙で比例区の重複立候補が認められる。
- 政党は比例区に1人からでも候補を立てられる[注釈 4]。
- 政党は企業（法人）からの政治献金を受け取ることができる[注釈 5]。
- 政党とその資金管理団体への寄付は政党等寄附金特別控除の対象となる。
- 政党は比例区の選挙において既存政党と同一・類似の略称が使用できる。

2005年（平成17年）の第44回総選挙後、選挙無効の訴訟が起こされた。この訴訟で原告は、一票の格差の他、公職選挙法における政党候補と非政党候補の格差は憲法14条1項の法の下の平等に反し違憲であると主張した。しかし、東京高裁で原告は全面敗訴。2007年（平成19年）6月13日、最高裁判所大法廷（島田仁郎裁判長）は12対3で原告の上告を棄却し、高裁判決が確定した（2005年衆院選合憲判決）。判決では、「政党は、議会制民主主義を支える不可欠の要素であって、国民の政治意思を形成する最も有力な媒体である」から、非政党候補との格差は「合理的理由に基づくと認められる差異」の範囲内であるとした。また、衆議院小選挙区における政見放送の非政党候補の締め出しについては、「選挙制度を政策本位、政党本位のものとするという合理性を有する立法目的によるもの」と判断した。
その他、政治資金規正法上の政党に該当すると団体献金が受けられるようになる等の点で差異があり、政党助成法上の政党になれば政党法人格付与法に基づき法人格の取得が可能になり、国から政党交付金が受けられるようになるなど、ほかの政治団体と異なる扱いがなされている。

## ミニ政党・泡沫政党
当選者数が極端に少ないことから、特に所属国会議員が存在せず、今後も議席を得る見込みのない政治団体を「泡沫政党」（ほうまつせいとう）と総称する。
日本のマスコミは選挙報道などにおいて、政党要件を満たさない政治団体の略称を「諸派」と表記することが多い。

## インターネット発の政党
インターネットの登場により、インターネットやソーシャルメディアを主な媒体として自らの政策を発信し、その政策の実現のために活動している政治団体及び任意団体が登場してきた。一部のメディアから若者が政治参加するための媒体として注目され、日本では天木直人やドクター・中松が主な提唱者であった。
これらの特徴は、インターネットやソーシャルメディアを主な媒体にしているということであり、電脳突破党、天木直人（外交評論家、元駐レバノン特命全権大使）の新党憲法9条など古くから何度か試みられてきた。2010年代以降、インターネットの普及によってれいわ新選組、NHK党、参政党などがインターネットを足掛かりに国政議席を獲得した。また既存政党もインターネット宣伝に注力している。
海外にはイタリアの五つ星運動のように政権を獲得した政党もある。ミニ政党で後に政党要件を喪失して解散していることも少なくない。泡沫政党で終わったり、そもそも立候補自体を却下された例も存在する。

## 規定
同一政党所属者過半数禁止規定
議会で同意又は指名の対象となっている政府関連役職の一部については、定数の一定数以上が同一政党に所属してはならないとする規定がある。例として以下の役職がある。
- 国家公務員（定数の半数以上）

人事官、国家公安委員会委員、公安審査委員会委員長及び委員、中央更生保護審査会委員、中央労働委員会公益委員、中央選挙管理会委員、政治資金適正化委員会委員、
- 地方公務員（定数の半数以上）

人事委員会委員、公平委員会委員、教育委員会委員
- 地方公務員（2人以上）

選挙管理委員、選挙管理補充員
- その他（定数12人中5人以上）

日本放送協会経営委員
政党役員等禁止規定
公務員等の一部の役職については、政党役員等を兼ねることができないとする規定がある。例として以下の職がある。
- 「政党の役員、政治的顧問、これらと同様な政治的影響力をもつ政党員（任命前から5年間に就任していた場合を含む）」を禁止規定とする役職

人事官
- 「政党の役員だった者（任命前から1年間に就任していた場合を含む）」を禁止規定とする役職

日本放送協会経営委員
- 「政党その他の政治的団体の役員、政治的顧問、これらと同様な役割をもつ構成員」を禁止規定とする役職

裁判官、検察官、国家公務員一般職、国会職員、外務職員、裁判所職員
- 「政党その他の政治的団体の役員、政治的顧問その他これらと同様な役割をもつ構成員」を禁止規定とする役職

自衛隊員（自衛隊法第61条第3項）
- 「政党その他の政治団体の役員」を禁止規定とする役職

国地方係争処理委員会委員、中央更生保護審査会委員
- 「政党その他の政治的団体の役員」を禁止規定とする役職

国家公安委員会委員、会計検査院情報公開・個人情報保護審査会委員、再就職等監視委員会委員、中央労働委員会公益委員、原子力委員会委員、土地鑑定委員会委員、公害等調整委員会委員長及び委員、運輸安全委員会委員長及び委員、公害健康被害補償不服審査会委員、電気通信紛争処理委員会委員、証券取引等監視委員会委員長及び委員、国家公務員倫理審査会会長及び委員、運輸審議会委員、宇宙開発委員会委員長及び委員、情報公開・個人情報保護審査会委員、食品安全委員会委員、公益認定等委員会委員、総合科学技術会議民間議員、特定独立行政法人役員、日本銀行役員、都道府県公害審査会委員、都道府県公安委員会委員、教育委員会委員、特定地方独立行政法人役員、地方公務員一般職、人事委員会委員、公平委員会委員
- 「政党の役員」を禁止規定とする役職

国家公務員共済組合連合会役員、沖縄振興開発金融公庫役員、外務人事審議会委員

## 国政政党の政党要件の状況（2025年現在）
| 政党             | 党首               | 国会議員数 （5人以上） | 直近の得票率 （2 %以上） | 直近の得票率 （2 %以上） | 直近の得票率 （2 %以上） | 直近の得票率 （2 %以上） | 直近の得票率 （2 %以上） | 直近の得票率 （2 %以上） | 政党要件                        | 政党要件   | 政党要件   |
| 政党             | 党首               | 国会議員数 （5人以上） | 前衆院選 (第50回)        | 前衆院選 (第50回)        | 前参院選 (第27回)        | 前参院選 (第27回)        | 前々参院選 (第26回)      | 前々参院選 (第26回)      | 政治資金規正法 政党法人格付与法 | 政党助成法 | 公職選挙法 |
| 政党             | 党首               | 国会議員数 （5人以上） | 選                       | 比                       | 選                       | 比                       | 選                       | 比                       | 政治資金規正法 政党法人格付与法 | 政党助成法 | 公職選挙法 |
| ---------------- | ------------------ | ---------------------- | ------------------------ | ------------------------ | ------------------------ | ------------------------ | ------------------------ | ------------------------ | ------------------------------- | ---------- | ---------- |
| 自由民主党       | 石破茂（総裁）     | 297                    | 38.46%                   | 26.73%                   | 24.46%                   | 21.64%                   | 38.7%                    | 34.4%                    | ◯                               | ◯          | ◯          |
| 公明党           | 斉藤鉄夫（代表）   | 45                     | 1.35%                    | 10.93%                   | 5.37％                   | 8.80%                    | 6.7%                     | 11.7%                    | ◯                               | ◯          | ◯          |
| 立憲民主党       | 野田佳彦（代表）   | 186                    | 29.01%                   | 21.20%                   | 16.42%                   | 12.50%                   | 15.3%                    | 12.8%                    | ◯                               | ◯          | ◯          |
| 日本維新の会     | 吉村洋文（代表）   | 57                     | 11.15%                   | 9.36%                    | 5.84%                    | 7.39%                    | 10.4%                    | 14.8%                    | ◯                               | ◯          | ◯          |
| 国民民主党       | 玉木雄一郎（代表） | 49                     | 4.33%                    | 11.32%                   | 12.14%                   | 12.88%                   | 3.8%                     | 6.0%                     | ◯                               | ◯          | ◯          |
| 参政党           | 神谷宗幣（代表）   | 18                     | 2.50%                    | 3.43%                    | 15.66%                   | 12.55%                   | 3.8%                     | 3.3%                     | ◯                               | ◯          | ◯          |
| 日本共産党       | 田村智子（委員長） | 15                     | 6.81%                    | 6.16%                    | 4.79%                    | 4.84%                    | 6.8%                     | 6.8%                     | ◯                               | ◯          | ◯          |
| れいわ新選組     | 山本太郎（代表）   | 15                     | 0.78%                    | 6.98%                    | 3.18%                    | 6.56%                    | 1.8%                     | 4.4%                     | ◯                               | ◯          | ◯          |
| 日本保守党       | 百田尚樹（代表）   | 5                      | 0.29%                    | 2.10%                    | 1.10%                    | 5.04%                    | -                        | -                        | ◯                               | ◯          | ◯          |
| 社会民主党       | 福島瑞穂（党首）   | 3                      | 0.52%                    | 1.71%                    | 0.51%                    | 2.06%                    | 0.3%                     | 2.4%                     | ◯                               | ◯          | ◯          |
| チームみらい     | 安野貴博（党首）   | 1                      | -                        | -                        | 1.62%                    | 2.56%                    | -                        | -                        | ◯                               | ◯          | ◯          |
| みんなでつくる党 | 大津綾香（党首）   | 0                      | 0.05%                    | 0.04%                    | 0.01%                    | -                        | 2.08%                    | 2.36%                    | ◯                               | ×          | ×          |